# Língua Oji-Cree
A língua Oji-Cree ou  Severn Ojíbua (ᐊᓂᐦᔑᓂᓃᒧᐏᐣ, Anishininiimowin: ᐊᓂᔑᓂᓂᒧᐏᐣ) é o nome indígena de um dialeto da língua ojíbua falada em diversas comunidades Oji-Cree do norte de Ontário e em  Island Lake, Manitoba, Canadá. O Ojíbua fas parte das línguas algonquinas que por sua vez pertencem à família das línguas álgicas.

## Nome
A língua é muitas vezes referida em inglês como Oji-Cree, ficando o termo Severn Ojibwa (ou Ojibwe) mais usado por linguístas e antropólogos. Os falantes de "Severn Ojíbua" são também chamados de Ojíbuas do Norte e o mesmo termo se aplica ao seu dialeto.
Os falantes do Severn Ojibwa denominam sua língua de duas formas diferentes. O primeiro é Anishinini ‘pessoa comum’ (plural Anishininiwag)  Esse termo foi comparado ao termo dos Cree da Planícies ayisiyiniw ‘pessoa, ser humano.’  A palavra Anishinaabe ‘homem comum’, que é muito usada como auto-designação dentro do “continuum” de dialetos ojíbues, é usada e aceita entre os falantes Severns.
O Anishininiimowin é a palavra mais genérica usada em Severn Ojibwa para se referir à própria língua (substantivo Anishinini 'pessoa comum' sufixo -mo 'falar uma língua', sufixo -win 'nominalizador').  Uma palavra similar Anishinaabemowin com a mesma estrutura era esperada, mas não foi documentada nas fontes até agora publicadas.
Anishininiimowin foi uma das seis línguas nativas do Canadá para aas quais se registrou um acréscimo na quantidade de falantes (Conf. Censo do Canadá de 2001) em relação ao Censo de 1996.

## Sub-dialetos
Um bom número de comunidades falantes do Severn foi identificada. Uma pesquisa nos anos 70 sugeriram que havia relativamente poucas diferenças distinguem o subgrupo central, o de “Big Trout Lake” (o próprio dividido em dois sub-grupos menores) e o sub=grupo da área de “Deer Lake”.
“Nichols (1976) determinou a existência de outros dois subdialetos menores do Severn Ojibwe, um de “Big Trout Lake” e outro de “Deer Lake”, O da área de Big Trout Lake é dividido em outros dois subgrupos – Ocidental (de comunidades ao longo do Rio Severn) e Oriental (da área do Rio  Winisk.” 
(A) Big Trout 
(i) Western Big Trout (Rio Severn)
Lago Bearskin - First Nation
Kitchenuhmaykoosib Inninuwug First Nation – Lago Big Trout
Lago Muskrat Dam Lake First Nation
Lago  Sachigo - First Nation
(ii) Leste Big Trout (Rio Winisk )
Wapekeka First Nation – Lago Angling
Lago Kasabonika Lake First Nation
Lago Kingfisher - First Nation
Lago Webequie-  First Nation
Lago  Wunnumin - First Nation
(B) Deer Lake
Lago Deer - First Nation
Lago North Spirit - First Nation
Lago Sandy -e First Nation
A comunidade “Keewaywin First Nation é um grupo que se separou da comunidade maior do Lago Sandy, mas seus dialetos são os mesmos de Lago Sandy.
Um bom número de comunidades do núcleo principal da área do Severn Ojibwa compartilha características Severn, mas também características de outros dialetos e essas comunidades são classificadas como de transição. São as comunidades:
- Weagamow Lake First Nation -Round Lake
- Neskantaga First Nation -Lansdowne House,
- Marten Falls First Nation - Ogoki Post
- Eabametoong First Nation - Fort Hope
- Nibinamik First Nation - Summer Beaver

## Vocabulário
As palavras em Oji-Cree são apresentadas tanto na escrita própria Ojíbue (silabário) como na escrita Ojíbue no alfabeto latino (Saulteaux-Cree - com a escrita romanizada híbrida entre parêntesi)s; Para comparação estão ainda a escrita “Sweampy Cree” em sílabas ocidentais e em  Salteaux-Cree Romanizada; também em língua ojíbua em sílabas Ojíbues ocidentais e em Saulteaux-Cree Romanizada (idem acima – entre parêntesis – duplas vogais); mais as Traduções.
| Swampy Cree (Crees dos pântanos) | Oji-Cree                                                                                | Língua Ojíbue Noroeste             | Tradução                              |
| -------------------------------- | --------------------------------------------------------------------------------------- | ---------------------------------- | ------------------------------------- |
| ᓂᔅᑭᐲᓯᒼ niski-pīsim               | ᓂᐦᑭᐲᐦᓯᒼ nihki-pīhsim (nihki-piisim)                                                     | ᓂᐦᑭᑮᓯᐦᔅ nihki-kīsihs (niki-giizis) | Abril lit. "Migração de Gansos - Lua" |
| ᐃᓂᓂᐤ ininiw                      | ᐃᓂᓂ inini (inini)                                                                       | ᐃᓂᓂ inini (inini)                  | Homem                                 |
| ᐃᓂᓂᐘᐠ ininiwak                   | ᐃᓂᓂᐘᐠ ininiwak (ininiwak)                                                               | ᐃᓂᓂᐗᒃ ininiwak (ininiwag)          | Homens                                |
| ᒫᐦᑲᐧ māhkwa                      | ᒫᐦᒃ māhk (maahk)                                                                        | ᒫᓐᒃ mānk (maang)                   | Mergulhão                             |
| ᒫᐦᑲᐧᐠ māhkwak                    | ᒫᐦᑿᐠ māhkwak (maahkwak)                                                                 | ᒫᓐᑾᒃ mānkwak (maangwag)            | Mergulhões                            |
| ᒥᓯᑕ misita                       | ᐅᓯᑕᐣ [Island Lake: ᐅᑎᐦᑕᐣ] ositan [Island Lake: othitan] (ositan [Island Lake: othitan]) | ᐅᓯᑕᓐ ositan (ozidan)               | Pés                                   |

## Escrita
Oji-Cree é geralmente escrita com uma versão do “Canadian Aboriginal Syllabic”, que é um silabário com 65 símbolos para as consoantes (P, T, K, M, N, L, R, S, Y, W, H, Č, Š )  isoladas ou junto com uma das quatro vogais – E, I, O, A;